# Jagowerita
La jagowerita és un mineral de la classe dels fosfats.

## Característiques
La jagowerita és un fosfat de fórmula química BaAl₂(PO₄)₂(OH)₂. Cristal·litza en el sistema triclínic. Es troba en forma de masses cristal·lines, de fins a 2,5 centímetres. La seva duresa a l'escala de Mohs és 4,5.
Segons la classificació de Nickel-Strunz, la jagowerita pertany a «08.BH: Fosfats, etc. amb anions addicionals, sense H₂O, amb cations de mida mitjana i gran, (OH, etc.):RO₄ = 1:1» juntament amb els següents minerals: thadeuïta, durangita, isokita, lacroixita, maxwellita, panasqueiraïta, tilasita, drugmanita, bjarebyita, cirrolita, kulanita, penikisita, perloffita, johntomaïta, bertossaïta, palermoïta, carminita, sewardita, adelita, arsendescloizita, austinita, cobaltaustinita, conicalcita, duftita, gabrielsonita, nickelaustinita, tangeïta, gottlobita, hermannroseïta, čechita, descloizita, mottramita, pirobelonita, bayldonita, vesignieïta, paganoïta, carlgieseckeïta-(Nd), attakolita i leningradita.

## Formació i jaciments
Es troba en venes de quars, farcint fractures de tensió d'argilita carbonosa. Va ser descoberta l'any 1973 al riu Hess, al districte miner de Mayo, a Yukon (Canadà), l'únic indret on ha estat trobada, on sol trobar-se associada a altres minerals, com la pirita i la hinsdalita.